# Matapan (moneta)

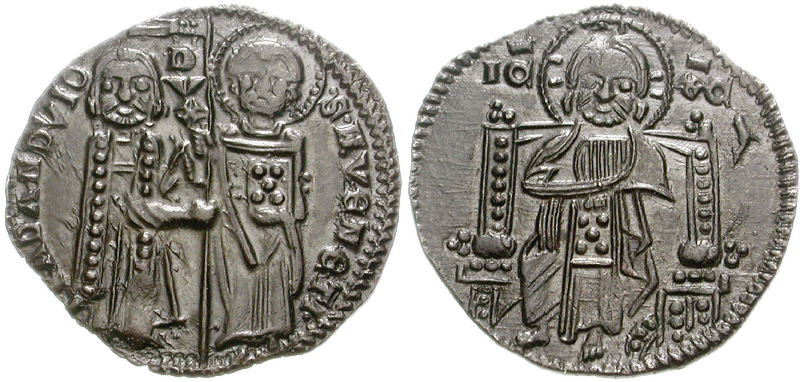
Matapan doży Francesco Dandolo (1328)

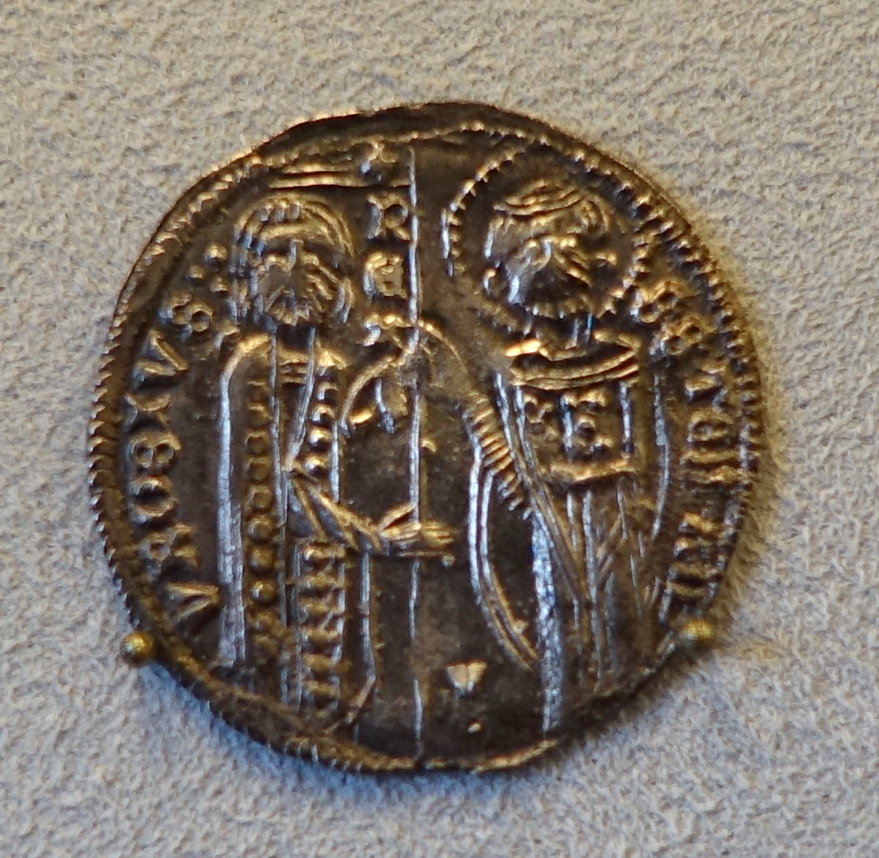
Serbski matapan Stefana Duszana

Matapan (łac. grossus venetianus) – srebrna moneta wenecka będąca w obiegu w XIII i XIV wieku.
Była pierwszą w Italii monetą typu grosza wprowadzoną do obiegu przez Wenecję za rządów doży Enrico Dandolo. Przy wysokiej próbie srebra (965) i normatywnej wadze 2,178 grama, matapan stanowił równowartość 12 weneckich denarów lub 26 piccolo. W późniejszym czasie miał wartość 2 srebrnych soldów (włoskich szelągów).
Moneta o średnicy około 20 mm nosiła na awersie wyobrażenie patrona miasta, św. Marka, wręczającego doży sztandar jako znamię władzy; na rewersie widniało przedstawienie tronującego Chrystusa w aureoli z księgą Ewangelii w ręku. Pochodząca z arabskiego nazwa (dosłownie „siedzący”) odnosiła się właśnie do rewersowej postaci.
Za przypuszczalny rok wprowadzenia tej monety przyjmuje się 1202, czyli początek IV krucjaty, i łączy się z ówczesnym wzmożonym finansowaniem własnej floty i wyposażaniem wojsk na wyprawę wyruszającą z Wenecji. Za jej przykładem emisję wartościowego grosza podjęły inne miasta północnowłoskie: do 1230 podobne wartościowe monety o zbliżonej wadze wypuszczały Werona, Bolonia, Pawia, Parma i Reggio. Wymieniane są też Casale, Chivasso, Incisa, Ponzone, Turyn. Dzięki ożywieniu handlu matapan szybko rozprzestrzenił się w obiegu międzynarodowym, stanowiąc wzorzec dla podobnych monet bitych na Bałkanach (Serbia, Bułgaria), w państewkach krzyżowców (np. księstwo Achai), na terytoriach zależnych (wyspa Chios), a także basilikonu w Bizancjum. Emisję tej monety, określanej również jako ducatus argenteus (dla odróżnienia od złotego dukata weneckiego), dożowie utrzymali do połowy XIV stulecia, to znaczy do czasu rządów Andrei Dandolo.